# 2024 год в боксе
2024 год в боксе.

## Любительский бокс
- 18—28 апреля — Чемпионат Европы по боксу ( Белград, Сербия)
- 27 июля—10 августа — Боксёрский турнир на Олимпийских играх 2024 года ( Париж, Франция).

## Профессиональный бокс

### Тяжёлый вес
- 8 марта  Джозеф Паркер (34-3) победил MD 12  Чжана Чжилэя (26-1-1) завоевав титул временного чемпиона мира по версии WBO (2-я защита Чжилэя).
- 8 марта  Энтони Джошуа (27-3) победил KO 2  Франсиса Нганну (0-1).
- 8 марта   Джастис Хани (8-0) победил UD 10   Кевина Ларену.
- 30 марта  Кубрат Пулев (30-3) победил UD 12  Игоря Шевадзуцкого (11-1).
- 31 марта  Фабио Уордли (17-0) сразился с  Фрейзером Кларком (8-0). Результат поединка  — ничья SD 12.
- 13 апреля  Джаред Андерсон (16-0) победил UD 10  Риада Мерхи (32-2) защитив титул WBC United States (3-я защита Андерсона) и WBO International (4-я защита Андерсона).
- 13 апреля  Эфе Аджагба (19-1) победил SD 10   Гуидо Вианелло (12-1-1) защитив титул WBC Silver.
- 18 мая  Агит Кабайель (24-0) победил KO 7  Фрэнка Санчеса (24-0) завоевав титулы WBC Continental Americas и WBO NABO.
- 18 мая  Мозес Итаума (8-0) победил TKO 2  Илью Мезенцева (25-3) завоевав вакантный титул WBA Inter-Continental.
- 18 мая  Александр Усик (21-0) победил SD 12  Тайсона Фьюри (34-0-1) завоевав титул абсолютного чемпиона мира по версиям WBA Super, WBO, IBF, IBO (3-я защита Усика) 
 The Ring (2-я защита Усика) и WBC (4-я защита Фьюри).
- 1 июня  Чжан Чжилей (26-2-1) победил TKO 5  Деонтея Уайлдера (43-3-1).
- 1 июня  Даниель Дюбуа (20-2) победил TKO 8  Филипа Хрговича (17-0) завоевав вакантный титул чемпиона мира по версии IBF.
- 7 июня   Майкл Хантер (22-1-2) победил UD 10   Кассиуса Чейни (23-1) завоевав вакантный титул WBA Gold.
- 27 июля  Дерек Чисора (34-13) победил UD 10  Джозефа Джойса (16-2).
- 27 июля  Андрей Новицкий (11-0) победил KO 1  Кейта Райделла Мэйса (15-2) завоевав вакантный титул WBC International.
- 3 августа  Энди Руис (35-2) сразился с  Джарреллом Миллером (26-1-1). Результат боя — ничья большинством голосов MD 12
- 3 августа  Мартин Баколе победил КО 5  Джареда Андерсона (17-0) завоевав WBO International и NABF.
- 21 сентября  Даниель Дюбуа (21-2) победил TKO 5  Энтони Джошуа (28-3) защитив титул чемпиона мира по версии IBF.
- 12 октября   Фабио Уордли (17-0-1) победил в реванше ТКО 1  Фрейзера Кларка (8-0-1) .
- 16 ноября  Чарльз Мартин (30-4) победил КО 1  Мэттью Маккинни (17-9) вернувшись на ринг после простоя в год.
- 7 декабря  Кубрат Пулев (31-3) победил UD 12  Мануэля Чарра (34-4) завоевав титул регулярного чемпиона мира по версии WBA.
- 21 декабря  Мозес Итаума  победил ТКО 1  Демси Маккина защитив титул WBO Intercontinental (2-я защита Итаумы).
- 21 декабря  Андрей Новицкий (13-0) победил UD 10  Эдгара Рамиреса (10-1-1) защитил титул WBC International  (1-я защита Новицкого).
- 21 декабря  Александр Усик (22-0) победил в реванше UD 12  Тайсона Фьюри (34-1-1) защитив титул чемпиона мира по версиям WBA Super, WBO, IBO (4-я защита Усика), The Ring (3-я защита Усика) и WBC (1-я защита Усика).

### Бриджервейт вес
- 24 мая перешедший из первого тяжелого веса  Лоуренс Околи (19-1) победил ТКО 1  Лукаша Ружаньского (15-0) завоевав титул чемпиона мира по версии WBC.

- 12 июля  Муслим Гаджимагомедов (3-0) победил ТКО 4  Чжанга Чжаосиня (12-2-1) завоевав вакантный титул чемпиона мира по версии WBA.

- 8 октября  Лоуренс Околи (20-1) отказался от титула. Чемпионом WBC провозглашён  Кевин Ларена (30-3)
- 17 октября  Муслим Гаджимагомедов (4-0) победил UD 12 Леона Харта (22-5-1) защитив титул чемпиона мира WBA.

### Первый тяжёлый вес
- 30 марта  Хильберто Рамирес (45-1) победил UD 12  Арсена Гуламиряна (27-0) завоевав титул чемпиона мира по версии WBA-супер (3-я защита Гуламиряна).
- 18 мая  Дэвид Ньика (8-0) победил TKO 4  Майкла Зейтца (12-0) завоевав вакантный титул по версии IBF International.
- 18 мая  Робин Сирван Сафар (16-0) победил UD 12  Сергея Ковалёва (35-4-1).
- 18 мая  Джей Опетая (24-0) победил UD 12  Майриса Бриедиса (28-2) завоевав вакантный титул чемпиона мира по версии IBF и защитив титул чемпиона мира по версии The Ring (3-я защита Опетайи).
- 16 ноября  Хильберто Рамирес (46-1) победил UD 12  Криса Биллам-Смита (20-1) завоевав титул чемпиона мира по версии WBO (3-я защита Биллам-Смита) и защитив титул чемпиона мира по версии WBA-супер (1-я защита Рамиреса).
- 16 ноября Матеуш Мастернак (49-6) победил по очкам UD12  Флойда Мэссона (14-2).

### Полутяжёлый вес
- 13 января  Артур Бетербиев (19-0) победил TKO 7  Каллума Смита (29-1) защитив титул чемпиона мира по версиям IBF (8-я защита Бетербиева), WBC (5-я защита Бетербиева) и WBO (2-я защита Бетербиева).
- 18 мая  Даниэль Лапин (9-0) победил KO 1  Октавиу Пудивитра (9-1) завоевав титул WBA International.
- 1 июня  Дмитрий Бивол (22-0) победил TKO 6  Малика Зинада (22-0) защитив титул чемпиона мира по версиям WBA Super (7-я защита Бивола) и IBO (1-я защита Бивола).
- 16 июня  Дэвид Бенавидес (28-0) победил UD 12  Александра Гвоздика (20-1) завоевав вакантный титул временного чемпиона WBC.
- 12 октября  Артур Бетербиев (20-0) победил  MD 12  Дмитрия Бивола (23-0) завоевав титул абсолютного чемпиона мира по версиям IBF (9-я защита Бетербиева), WBC (6-я защита Бетербиева), WBO (3-я защита Бетербиева), WBA Super (8-я защита Бивола), IBO (2-я защита Бивола), The Ring (вакантный).
- 19 октября  Энтони Ярд (25-3) победил PTS 10  Ральфа Вилканса (17-1).
- 21 декабря  Даниэль Лапин (10-0) победил UD 10  Дилана Колина (14-0) завоевав вакантный титул IBF Intercontinental.

### Второй средний вес
- 25 мая  Кристиан М’Билли (26-0) победил KO 1  Марка Хеффрона (30-3-1) защитив титул чемпиона мира по версии WBC Continental Americas (7-я защита М‘Билли).
- 4 мая  Сауль Альварес (60-2-2) победил UD 12  Джермелла Чарло (35-1-1) защитив титул абсолютного чемпиона мира по версиям WBC, WBA-Super (7-я защита), WBO (5-я защита), IBF (4-я защита) и The Ring (3-я защита) во 2-м среднем весе
- 14 сентября  Сауль Альварес (60-2-2) победил UD 12  Эдгара Берлангу (22-0) защитив титул чемпиона мира по версиям WBC, WBA-Super (8-я защита), WBO (6-я защита) и The Ring (4-я защита)

### Средний вес
- 30 марта  Эрисланди Лара (30-3-3) победил TKO 2  Майкла Зерафа (31-4) защитив титул чемпиона мира по версии WBA (2-я защита Лары).
- 14 сентября  Эрисланди Лара (31-3-3) победил RTD 9  Дэнни Гарсия (37-3) защитив титул чемпиона мира по версии WBA (3-я защита Лары).

### Первый средний вес
- 8 марта  Исраил Мадримов (9-0-1) победил TKO 5  Магомеда Курбанова (25-0) завоевав вакантный титул чемпиона мира по версии WBA.
- 30 марта  Сергей Богачук (23-1) победил UD 12  Брайана Мендосу (22-3) завоевав вакантный титул временного чемпиона мира по версии WBC.
- 3 августа  Теренс Кроуфорд (40-0) победил UD 12  Исраила Мадримова (10-0-1) завоевав чемпиона мира по версии WBA (1-я защита Мадримова).
- 10 августа  Верджил Ортис (21-0) победил MD 12  Сергея Богачука (24-1) завоевав титул временного чемпиона мира по версии WBC.
- 21 декабря  Сергей Богачук (24-2) победил RTD 6  Ишмаэля Дэвиса (13-1).

### Полусредний вес
- 4 мая  Эймантас Станёнис (15-0) победил UD 12  Габриэля Маэстре (6-0-1) защитив титул регулярного чемпиона мира по версии WBA (1-я защита Станёниса).

### Первый полусредний вес (второй лёгкий)
- 6 января  Исмаэль Барросо (24-4-2) победил TKO 1  Охара Дэвиса (25-2) завоевав вакантный титул временного чемпиона мира по версии WBA
- 20 апреля  Райан Гарсия (24-1) победил MD 12  Девина Хейни (31-0), Гарсия не уложился в лимит весовой категории и не претендовал на пояс WBC.
- 25 мая  Джек Каттералл (28-1) победил UD 12  Джоша Тейлора (19-1).

### Лёгкий вес
- 12 мая  Василий Ломаченко (17-3) победил TKO 11  Джорджа Камбососа (21-2) завоевав вакантный титул чемпиона мира по версии IBF и титул чемпиона мира по версии IBO (1-я защита Камбососа).
- 18 мая  Денис Беринчик (18-0) победил UD 12  Эмануэль Наваррете (38-1-1) завоевав вакантный титул чемпиона мира по версии WBO.

### Второй полулёгкий (первый лёгкий) вес
- 18 мая  Джо Кордина (17-0) победил TKO 8  Энтони Какаче (21-1) завоевав титул чемпиона мира по версии IBO (2-я защита Какаче) и защитил титул чемпиона мира по версиям IBF (2-я защита Кордины).

### Полулёгкий вес
- 8 марта  Рей Варгас (36-1) сразился с  Ником Боллом (19-0). Результат поединка  — ничья SD 12.

### Второй легчайший вес
- 12 ноября  Гильермо Ригондо (23-3) победил КО 1  Данниса Агуэро Ариаса (20-2) завоевав титул WBC International.

### Легчайший вес
- 24 февраля  Дзюнто Накатани (26-0) победил TКО 6  Алехандро Сантьяго (28-3-5) завоевав титул чемпиона мира по версии WBC (1-я защита Сантьяго).

- 20 июля  Дзюнто Накатани (27-0) победил КО 1  Винсента Астролябио (19-4) защитив титул чемпиона мира по версии WBC (1-я защита Накатани).

### Второй наилегчайший вес
- 29 июня  Джесси Родригес (19-0) победил KO 7  Хуана Франсиско Эстраду (44-3) завоевав титул чемпиона мира по версии WBC (1-я защита Эстрады) и защитив титул чемпиона мира по версии The Ring (6-я защита Эстрады).
- 7 июля  Фернандо Мартинес (16-0) победил UD 12  Кадзуто Иоку (31-2-1) завоевав титул чемпиона мира по версии WBA (2-я защита Иоку) и защитив титул чемпиона мира по версии IBF (3-я защита Мартинеса).
- 14 октября  Фумелеле Кафу (10-3) победил SD 12  Косэя Танаку завоевав титул чемпиона мира по версии WBO (1-я защита Танаки).

### Наилегчайший вес
- 23 января   Сейго Акуи (18-2-1) победил UD 12  Артёма Далакяна завоевав титул чемпиона мира по версии WBA-Super
- 6 мая   Сейго Акуи (19-2-1) победил UD 12  Таку Кувахару (13-1) защитив титул чемпиона мира по версии WBA-Super.

- 13 октября  Кэн Сиро (23-1) победил TKO 11  Кристофера Росалеса (37-6) завоевав вакантный титул чемпиона мира по версии WBC (1-я защита Росалеса).
- 13 октября   Сейго Акуи (20-2-1) победил SD 12   Тананчаи Чарунпхаку (25-2) защитив титул чемпиона мира по версии WBA-Super (1-я защита Акуи).
- 30 ноября  Галал Яфай (8-0) победил TKO 6  Санни Эдвардса (21-1) завоевав вакантный титул временного чемпиона мира по версии WBC.

### Первый наилегчайший вес
- 16 февраля  Сивенати Нонтшинга (12-1) победил КО 2  Адриана Куриэля (24-4-1) завоевав титул чемпиона мира по версии IBF (1-я защита Куриэля).
- 12 октября   Масамичи Ябуки (16-4) победил ТКО 9  Сивенати Нонтшингу завоевав титул чемпиона мира по версии IBF (4-я защита Нонтшинги).
- 14 октября   Шокичи Ивата (13-1) победил ТКО 3  Хайро Нориега завоевал вакантный титул чемпиона мира по версии WBO.

### Минимальный вес
- 27 января  Оскар Колласо (8-0) победил TKO 3   Рейнериса Гутьерреса (10-1) защитив титул чемпиона мира по версии WBO.
- 31 марта  Гиндзиро Сигеока (10-0)  победил KO 2  Джейка Ампаро защитив титул чемпиона мира по версии IBF.
- 31 марта  Мелвин Джерусалем (21-3) победил SD 12  Юдайя Шигеоку (8–0) завоевав титул чемпиона мира по версии WBC (2-я защита Шигеоки).
- 28 июля   Педро Тадуран (16-4) победил ТКО 9    Гиндзиро Сигеоку (11-0) завоевав титул титул чемпиона мира по версии IBF.
- 7 сентября  Нокаут СП Фрешмарт (24-0) победил MD 12  Алекса Уинвуда (4-0), защитив титул чемпиона мира по версии WBA-Super.
- 22 сентября  Мелвин Джерусалем (22-3) победил UD 12  Луиса Кастильо (21-0-1) защитив титул чемпиона мира по версии WBC.
- 16 ноября  Нокаут СП Фрешмарт (24-0) проиграл ТКО 7  Оскару Колласо (11-0) потеряв титул WBA-Super.

## Рекорды и значимые события

### Награды
- Боксёр года (мужчины) —  Александр Усик (23-0, 14 KO; 37 лет)[1]
- Боксёр года (женщины) —  Габриэла Фундора (15-0, 7 KO; 22 года) самая молодая в истории абсолютная чемпионка мира[2]
- Бой года —  Реймонда Форд (14-0-1, 8 KO) —  Отабек Холматов (12-0, 11 KO) состоявшийся 2 марта в США[3]
- Нокаут года —  Даниель Дюбуа (21-2, 20 KO) за победу нокаутом в пятом раунде против  Энтони Джошуа (28-3, 25 КО) 21 сентября в Лондоне[4]
- Апсет года — Победа  Бруно Сураса (25-0-2, 4 KO) над  Хайме Мунгиа (44-1, 65 KO) нокаутом в шестом раунде 14 декабря в Мексике
- Возвращение года —  Билли Диб (49-6, 27 KO; 39 лет), излечившийся от рака и вернувшийся на ринг[5]
- Событие года — Бой за звание абсолютного чемпиона мира в тяжелом весе Александр Усик — Тайсон Фьюри 18 мая в Саудовской Аравии[6]
- Раунд года — 9-й раунд боя Александр Усик — Тайсон Фьюри 18 мая в Саудовской Аравии[7]
- Проспект года —  Мозес Итаума (11-0, 9 KO; 20 лет)[8]
- Тренер года —  Роберт Гарсия (подопечные Верджил Ортис, Джесси Родригес)[9]

### Умершие
- Дингаан Тобела — южноафриканский боксёр-профессионал, бывший чемпион мира по версиям WBO и WBA в лёгком весе, WBC во 2-м среднем весе. 29 апреля умер в возрасте 57 лет[10].

- Ричард Сандоваль — американский боксёр-профессионал, бывший чемпион мира по версиям WBA и The Ring  в легчайший весе. 21 июня умер в возрасте 69 лет[11].

- Вячеслав Узелков — украинский боксёр-профессионал, бывший интерконтинентальный чемпион по версии WBA и бывший интерконтинентальный чемпион по версии WBO в полутяжёлой весовой категории. 5 ноября умер в возрасте 45 лет[12].

- Исраэль Васкес — мексиканский боксёр-профессионал, бывший чемпион мира по версиям IBF и WBC во 2-й легчайшей весовой категории. 3 декабря умер в возрасте 46 лет[13].

- Пол Бамба — пуэрто-риканский боксёр-профессионал, чемпион по версии WBA Gold в 1-й тяжёлой весовой категории. 21 декабря умер в возрасте 35 лет[14].